# Emory Clark
Emory Wendell Clark, II, född 23 mars 1938 i Detroit, är en amerikansk före detta roddare.
Clark blev olympisk guldmedaljör i åtta med styrman vid sommarspelen 1964 i Tokyo.